# Gare centrale d'Amersfoort
La gare centrale d'Amersfoort est la plus grande gare de la ville néerlandaise d'Amersfoort. En 2023, la gare est utilisée quotidiennement par 45 442 personnes, ce qui en fait l'une des plus fréquentées des Pays-Bas Elle est le nœud central du réseau urbain des transports publics de voyageurs. La gare est desservie par des trains nationaux régionaux et de grandes lignes ainsi que par l'Intercity transfrontalier reliant Berlin à Amsterdam.

## Histoire
La première gare de la ville est la gare d'Amersfoort (NCS) (de) et est ouverte le 20 août 1863 avec la ligne Utrecht-Kampen (de). Celle-ci est cependant située plus à l'Est de la gare actuelle et peut encore être vue à la sortie en direction de Zwolle, sur la voie sud. Avec l'ouverture de la ligne vers Kesteren par la Compagnie néerlandaise des chemins de fer (HIJSM), la gare d'État Amersfoort (de) est construite et inaugurée. Elle se trouve cependant derrière l'embranchement en direction de Kesteren, à environ 900 m de NCS. Il en résulte une possibilité de transbordement insatisfaisante. C'est pourquoi une troisième gare, appelée gare d'État de connexion d'Amersfoort (de), est construite dans le champ de voies en direction d'Amsterdam pour servir de gare de correspondance et d'échange. Dans les années 1890, la ville compte désormais trois gares. Entre-temps, HIJSM a prolongé sa ligne de chemin de fer vers Amsterdam et, en raison de l'augmentation du nombre de voyageurs, les capacités de toutes les gares sont épuisées et une gare centrale est nécessaire. Après la démolition de la gare d'État de connexion d'Amersfoort pour libérer la construction et déplacer les voies, la gare actuelle est construite aussi loin que possible à l'Est de celle-ci, ouverte le 1er janvier 1902 et la gare d'État d'Amersfoort est ensuite fermée et démolie. L'architecte est Dirk Antonie Nicolaas Margadant,. L'architecte Jan van Belkum donne à la gare son aspect actuel en 1997. Avec le changement d'horaire du 15 décembre 2019, la gare d'Amersfoort a reçu l'ajout « Centraal ». La ligne ferroviaire vers Kesteren est fermée en 1944 puis complètement démantelée.

## Galerie

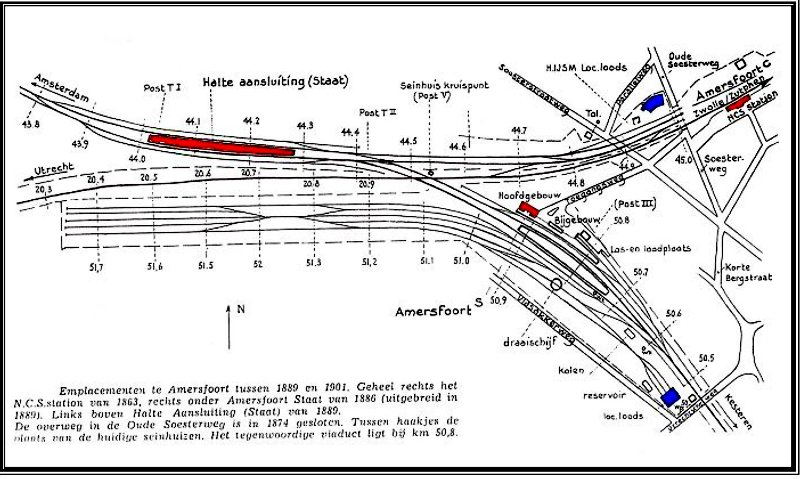
Situation de la gare dans les années 1890 à gauche se trouve l'ancienne gare d'État de connexion d'Amersfoort, un peu à l'Est, la nouvelle construction (non indiquée) En bleu : les ateliers
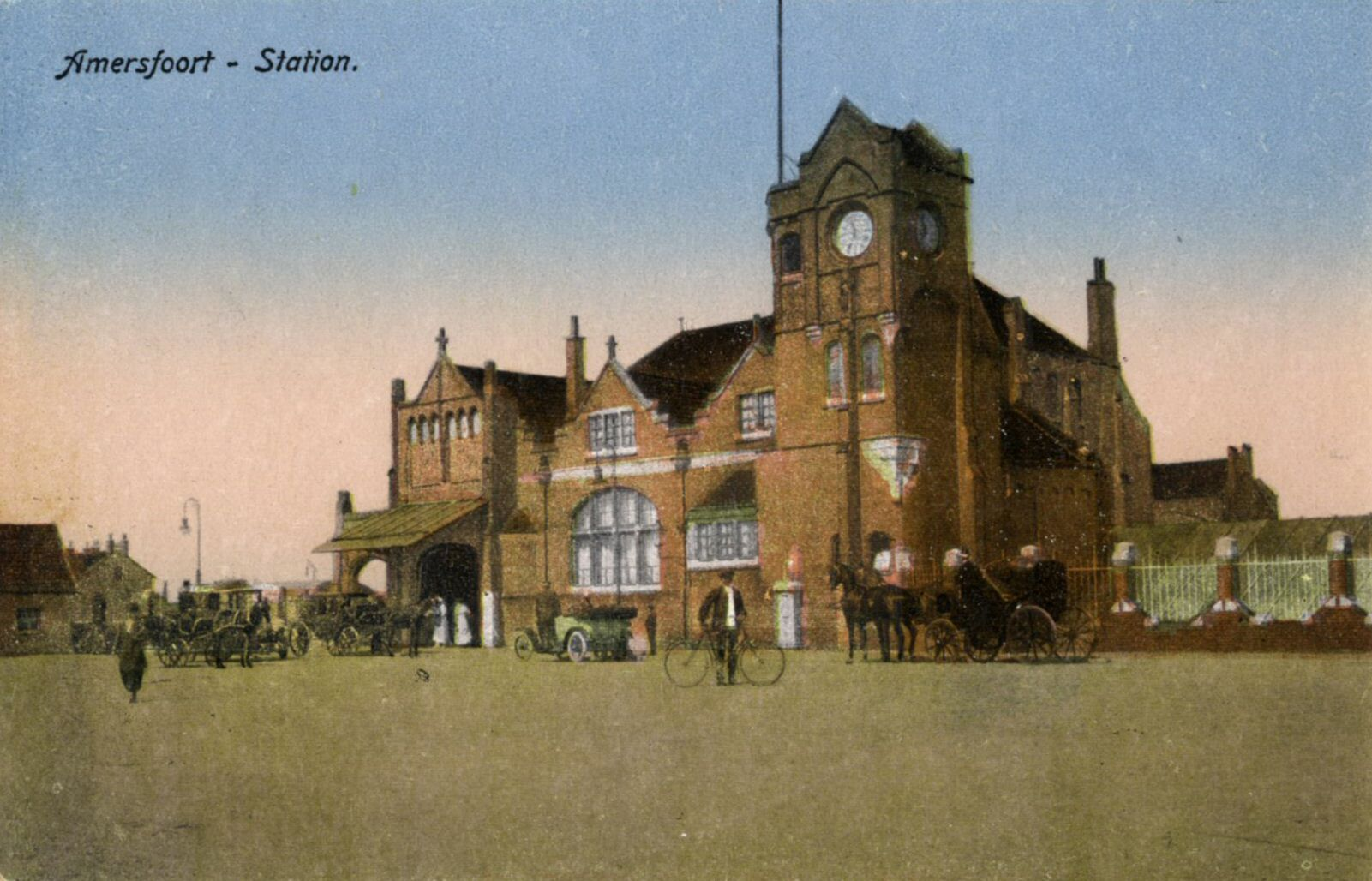
Vue de la rue vers 1902
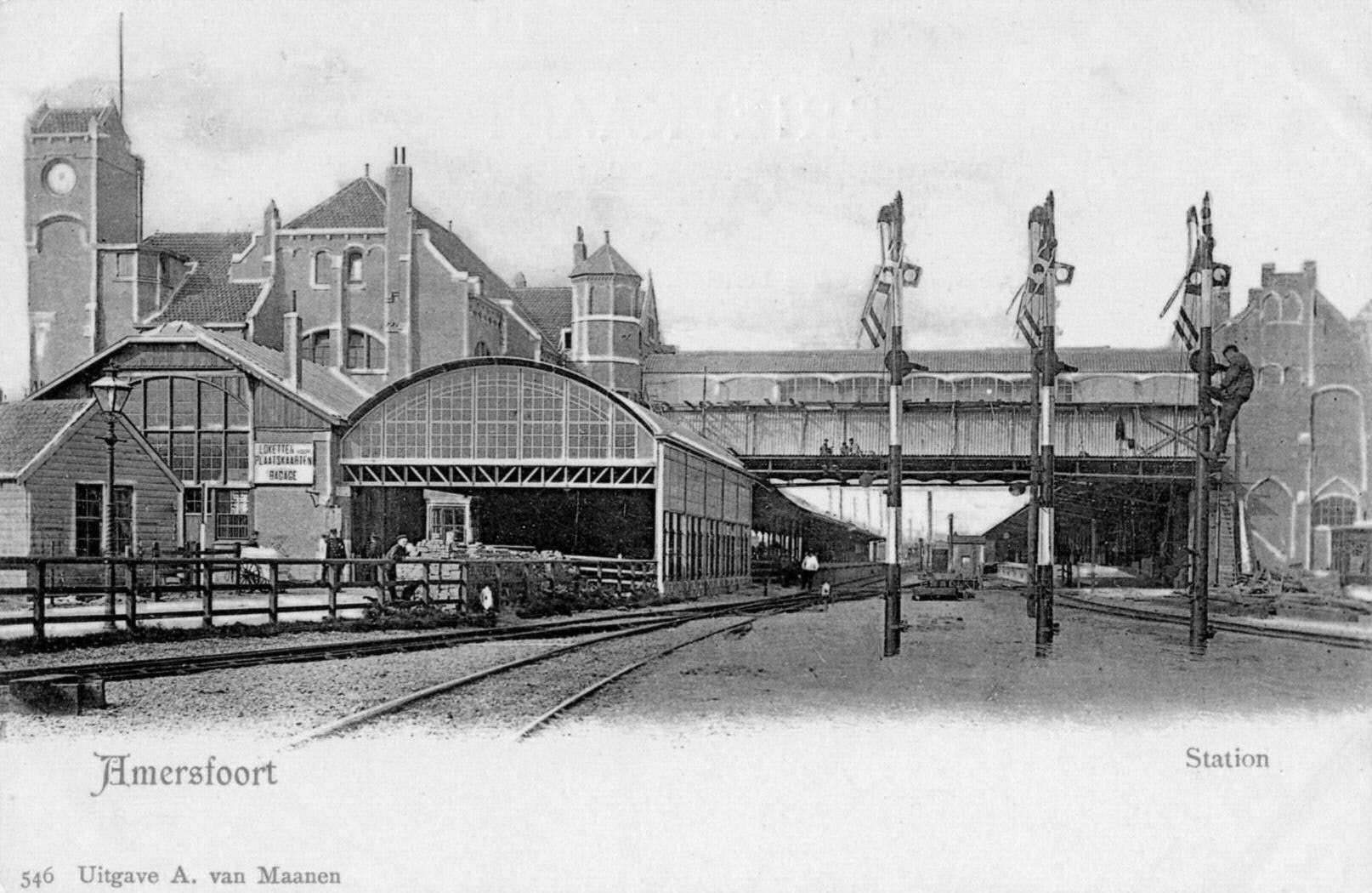
Vue Est avec le champ de voies
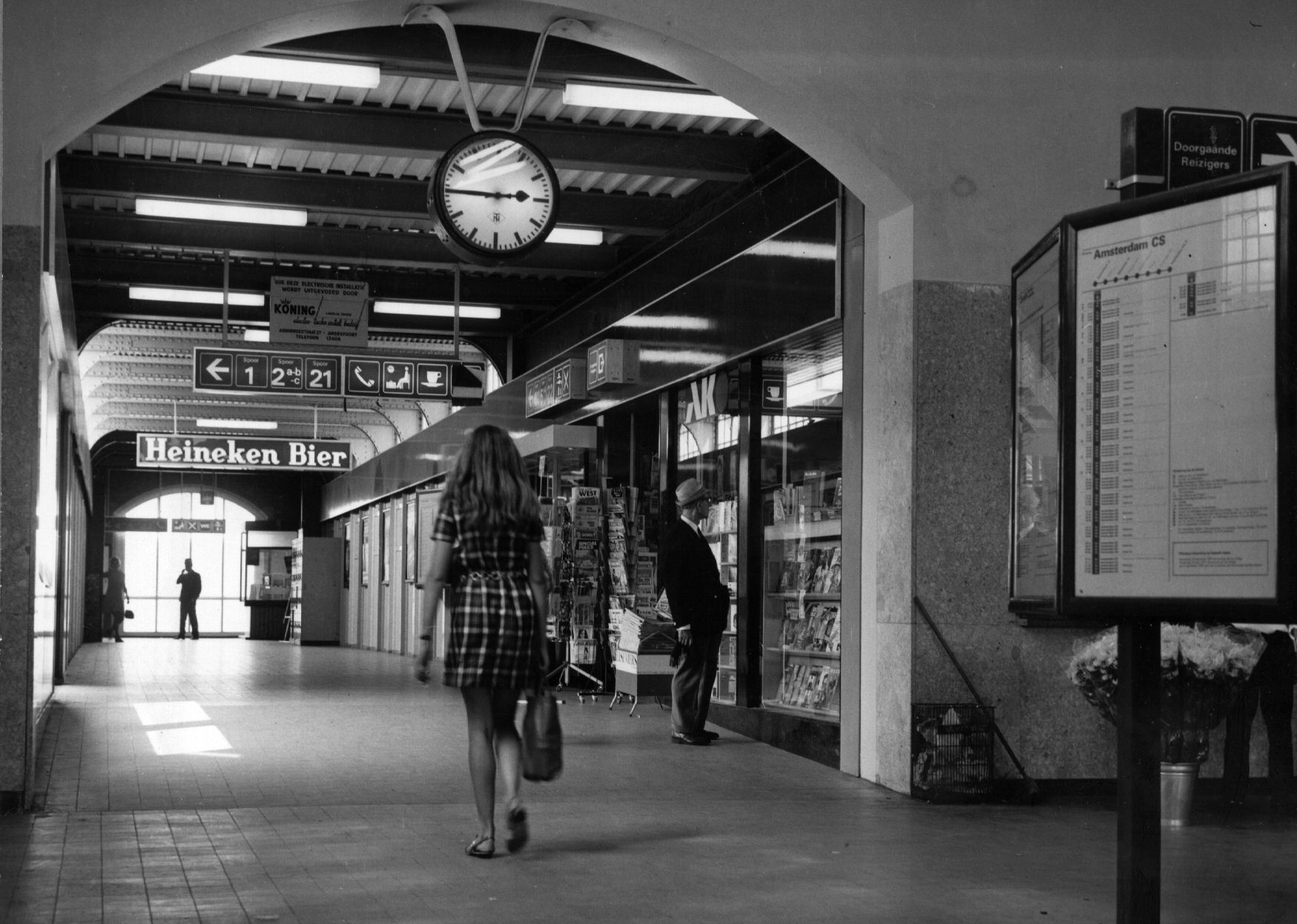
Passage vers les voies avec magasins 1970

## Lignes de transport
Dans l'horaire annuel 2022, les lignes suivantes circulent à la gare centrale d'Amersfoort : 
| Type de train                                    | Tracé de la ligne | Fréquence |
| ------------------------------------------------ | --- | --- |
| Intercity (NS International/DB Fernverkehr (de)) | Gare centrale d'Amsterdam – Gare centrale d'Amersfoort – Deventer – Hengelo – Bad Bentheim – Rheine – Gare centrale d'Osnabrück – Gare centrale de Hanovre – Gare centrale de Berlin – Berlin-Est | toutes les deux heures |
| Intercity                                        | Gare centrale de Rotterdam – Gare centrale d'Utrecht – Gare centrale d'Amersfoort – Zwolle – Groningue                                                                                            | toutes les heures |
| Intercity                                        | Leeuwarden (de) – Meppel (de) – Zwolle – Gare centrale d'Amersfoort – Gare centrale d'Utrecht – Gare centrale de Rotterdam                                                                        | toutes les heures |
| Intercity                                        | Gare centrale d'Amsterdam – Hilversum – Gare centrale d'Amersfoort (– Deventer) | toutes les demi-heures(trajets isolés vers Deventer)                                                                                              |
| Intercity                                        | Aéroport d'Amsterdam-Schiphol – Amsterdam-Sud – Gare centrale d'Amersfoort – Deventer – Hengelo – Enschede (de)                                                                                   | toutes les heures |
| Intercity                                        | Gare centrale de La Haye – Gouda – Gare centrale d'Utrecht – Gare centrale d'Amersfoort – Deventer – Hengelo – Enschede (de)                                                                      | toutes les heures |
| Intercity                                        | Gare centrale de La Haye – Gouda – Gare centrale d'Utrecht – Gare centrale d'Amersfoort (– Deventer)                                                                                              | toutes les demi-heures (uniquement en heure de pointe jusqu'à Deventer ; ne circule pas après 21 heures et ne dessert pas Amersfoort le week-end) |
| Intercity                                        | Aéroport d'Amsterdam-Schiphol – Amsterdam-Sud – Duivendrecht (de) – Hilversum – Gare centrale d'Amersfoort – Amersfoort-Schothorst (nl)                                                           | toutes les heures |
| Intercity                                        | Amersfoort-Schothorst (nl) – Gare centrale d'Amersfoort – Gare centrale d'Utrecht – Gouda – Gare centrale de La Haye                                                                              | toutes les heures |
| Intercity                                        | Gare centrale d'Utrecht – Gare centrale d'Amersfoort | toutes les heures (nocturne) |
| Sprinter (de)                                    | Gare centrale d'Utrecht – Gare centrale d'Amersfoort – Zwolle | toutes les demi-heures |
| Sprinter (de)                                    | Gare centrale d'Amersfoort – Nijkerk (nl) – Harderwijk (nl) | toutes les demi-heures (circule uniquement en heure de pointe)                                                                                    |
| Sprinter (de)                                    | Amersfoort-Vathorst (nl) – Gare centrale d'Amersfoort – Hilversum – Weesp (de) – Gare centrale d'Amsterdam                                                                                        | toutes les demi-heures |
| Stoptrein (Connexxion)                           | Gare centrale d'Amersfoort – Barneveld-Centre (nl) – Ede-Wageningen (de) | toutes les demi-heures (partie de la Valleilijn (nl))                                                                                             |
| Stoptrein (Connexxion)                           | Gare centrale d'Amersfoort – Barneveld-Centre (nl) – Barneveld-Sud (nl) | toutes les demi-heures (partie de la Valleilijn (nl))                                                                                             |